# Пронина, Марина Николаевна
Марина Николаевна Пронина (1 июня 1963) — советская и российская футболистка, выступавшая на позиции защитника, Мастер спорта России по футболу.
Первой футбольной командой в карьере был подмосковный «Текстильщик», который пришлось покинуть из-за прихода нового главного тренера Николая Богданенко, приведшего в клуб группу чемпионок 1990 года из «Нива» (Барышевка).
С 1991 года выступала за московскую «Русь», на базе которой готовилась сборная для участия в Универсиаде 1993 года. После вылета клуба во вторую лигу перешла в люберецкую «Снежану», где провела один сезон и завершила карьеру.

## Достижения
Универсиада
- бронзовый призёр (1): 1993

Чемпионат СССР по футболу среди женщин:
- бронзовый призёр (1): 1990

Чемпионат России по футболу среди женщин
- вице-чемпион (1): 1993
- вызывалась на сборы в национальную сборную СССР для турне по скандинавским странам и провела не менее одного матча против Норвегии 0:2[2][4].